# L'Arbre à souhaits (téléfilm, 2012)

L'Arbre à souhaits (The Wishing Tree) est un téléfilm de Noêl américain diffusé le 10 novembre 2012 sur Hallmark Channel et en France le 30 décembre 2012 sur TF1.

## Synopsis
Evan Farnsworth est professeur de littérature à l’école secondaire St Mark, un pensionnat privé mixte réputé, dans la campagne du Maine. Ses méthodes d'enseignement atypiques en font un personnage aimé par ses élèves. 
La ville de St Mark est célèbre pour son « arbre à souhaits » sur lequel les habitants viennent déposer leurs vœux pendant la période de Noël. 
Evan est veuf depuis peu et il a perdu foi en l’esprit de Noël. Étant seul, il se charge de s'occuper des élèves de l’école qui y restent, pendant les fêtes de Noël.

## Distribution
- Jason Gedrick (VF : Bruno Choël) : Professeur Evan Farnsworth
- Erica Cerra (VF : Hélène Bizot) : Clarissa Vance
- Carrie Genzel (en) (VF : Brigitte Virtudes) : Amanda Breen
- Richard Harmon : Andrew Breen
- Amitai Marmorstein : Albert Nevins
- Emmalyn Estrada (VF : Anouck Hautbois) : Juliet Espinoza
- Teryl Rothery : Madelyn Guthrie
- John Innes : Martin Fitzsimmons
- Cole Grabinsky : Hall Monitor
- Erica Carroll : Elizabeth Scott-Farnsworth

source doublage